# Слобода (Дубенский район)
Слобода́ — деревня в Дубенском районе Тульской области России.
В рамках административно-территориального устройства входит в Воскресенский сельский округ Дубенского района, в рамках организации местного самоуправления включается в Воскресенское сельское поселение.

## География
Расположено в 13 км к востоку от районного центра, посёлка городского типа Дубна, и в 31 км к западу от Тулы.
Ближайшие населённые пункты: Яньково, Выглядовка, Доброе Семя, Воскресенское.

## Население
| 2010 |
| ---- |
| 63   |

## Знаменитые уроженцы
- Веденин, Вячеслав Петрович (1941—2021) — советский лыжник, двукратный олимпийский чемпион 1972 года.